# Actinia fragacea
Actinia fragacea (Nederlandse naam: aardbeianemoon) is een zeeanemonensoort uit de familie Actiniidae. Actinia fragacea is voor het eerst wetenschappelijk beschreven door Tugwell in 1856.

## Beschrijving
Actinia fragacea is een grote anemoon met een brede basis (tot 10 cm doorsnede). De zuil is rood, variërend van helder scharlaken tot diep bruinachtig karmozijn, en bedekt met kleine groene vlekken. De vlekken geven deze anemoon zijn gebruikelijke naam omdat ze eruitzien als aardbeienpitten. Er kunnen wratachtige plekken (acrorhagi) aanwezig zijn waaraan grind en stenen hechten. De tentakels zijn meestal rood of paarsachtig.
Actinia fragacea is qua vorm vergelijkbaar met de paardenanemoon (Actinia equina) en werd ooit beschouwd als een variant van die soort, maar het is meestal groter en meet tot 100 mm over de basis.

## Verspreiding
De aardbeianemoon komt voor in de noordoostelijke en oostelijke Atlantische Oceaan. Het bereik strekt zich uit van Noorwegen, Engeland, Schotland en Ierland tot de Middellandse Zee en Noord-Afrika, inclusief aangrenzende eilanden (de Azoren, Canarische Eilanden en Kaapverdië). Het komt voor op de lagere kust en sublitorale zone op een diepte van over het algemeen minder dan 10 meter. Het is over het algemeen bevestigd aan rotsen en keien, maar is soms half ondergedompeld in zand.